# 敬業館

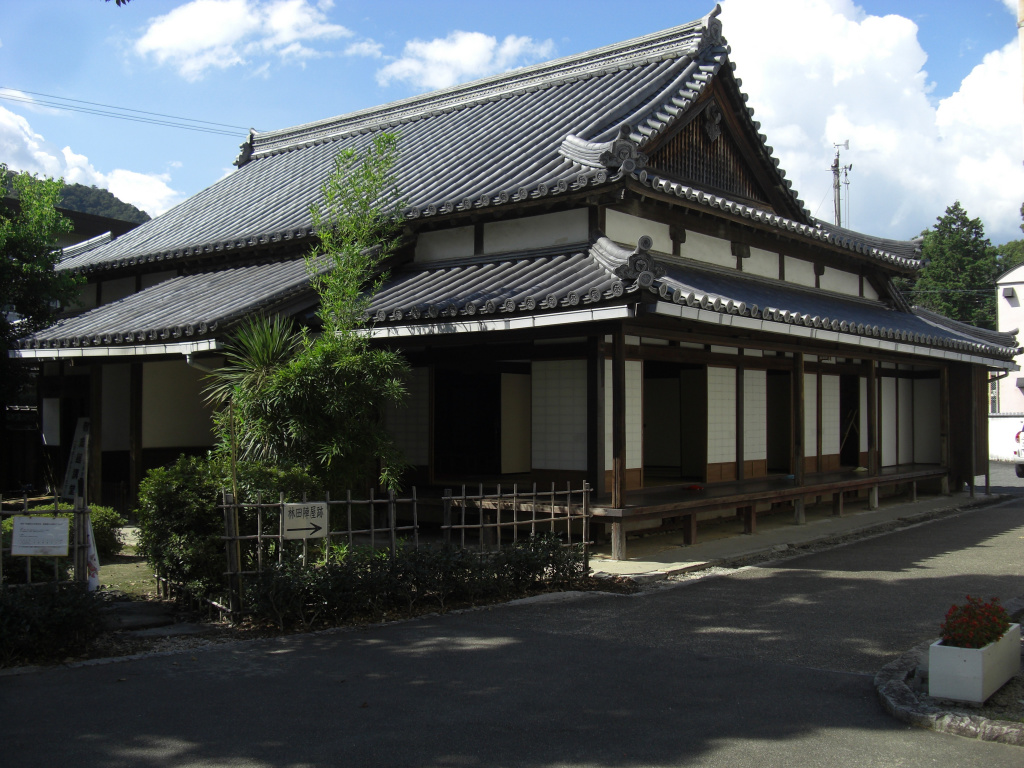
林田藩 敬業館講堂

敬業館（けいぎょうかん）は、林田藩（現・兵庫県姫路市林田町）の藩校。

## 沿革
敬業館は、1794年（寛政6年）に第7代林田藩主・建部政賢により創設された。校名の「敬業」は『礼記』の「敬業楽群」（学業を敬重し、学友との交わりを楽しむ）から採られ、扁額は松平定信が揮毫した。瓦の紋は建部家の家紋「三ツ蝶」である。1863年（文久3年）に火災により焼失したが、藩財政の厳しい折、儒官生田彌六郎・郡宰真喜多廉之助は再建を強く建言し、苦心の末その重要性が認められただちに復興された。聖廟・講堂・練武場・文庫などの建物があったと伝えるが、現存するのは講堂のみである。
敬業館の特徴は、当時としては珍しい「士庶共学」であった。士族の子弟は8歳になると必ず入学し、16歳になると卒業したが、庶民の希望者にも入学を許可した。16歳以上の者でも公務の余暇には修行することが認められていた。講堂には表玄関が3か所併置され、それぞれ西に行くに従い形式が簡略化されているが、これは藩主・教授・弟子または武家の格式などにより使い分けられ、内部も大広間と東側三室に長押を廻して格付けされているが、教授内容は士庶共通であった。そして特に学術品行に優れた者は藩費で他国へ遊学させた。
第9代藩主・建部政和は敬業館振興のため、藩校の教授に儒学者・漢詩人として高名であった河野鉄兜を迎えた。姫路藩の仁寿山黌で学び、「今山陽」（頼山陽の再来）とも呼ばれた鉄兜は熊本藩など大藩からも招かれていたがそれらを断り、政和の丁重な招きに感激し、林田藩に仕官した。
1871年（明治4年）の廃藩置県により林田藩が廃されると敬業館も廃校となり、その後建物は敬業小学校を経て1963年（昭和38年）まで林田村役場として使用され、さらに旧位置から西の現在地に移され、現在は姫路市役所林田出張所・林田公民館として使用されている。

## 文化財
当時の建物のうち唯一現存する講堂が、1992年（平成4年）に姫路市指定有形文化財に指定されている。敬業館講堂は兵庫県下でも藩校の遺構として残る唯一のものである。観覧は無料であるか、公開されているのは年末年始を除く土曜・日曜・祝日のみである。

## 周辺
- 三木家住宅 - 姫路市指定重要有形文化財・兵庫県指定重要有形文化財